# Каркасья
Каркасья (устар. Каркась-Я) — река в России, протекает по территории Берёзовского района Ханты-Мансийского автономного округа. Устье реки находится в 364 км по левому берегу реки Северной Сосьвы. Длина реки — 91 км.

## Притоки
- 24 км: Вейя
- 31 км: Хулюмъя

## Данные водного реестра
По данным государственного водного реестра России относится к Нижнеобскому бассейновому округу, водохозяйственный участок реки — Северная Сосьва, речной подбассейн реки — Северная Сосьва. Речной бассейн реки — (Нижняя) Обь от впадения Иртыша.
Код объекта в государственном водном реестре — 15020200112115300025540.